# ボンボン・マルコス
フェルディナンド・ロムアルデス・マルコス・ジュニア（Ferdinand Romualdez Marcos Jr.、通称：ボンボン・マルコス（Bongbong Marcos）、1957年9月23日 - ）は、フィリピン共和国の政治家。フィリピンの第17代大統領。かつて北イロコス州知事や下院議員、上院議員を務めた。実父はフィリピンの元大統領のフェルディナンド・マルコス、実母はイメルダ・マルコスである。

## 来歴

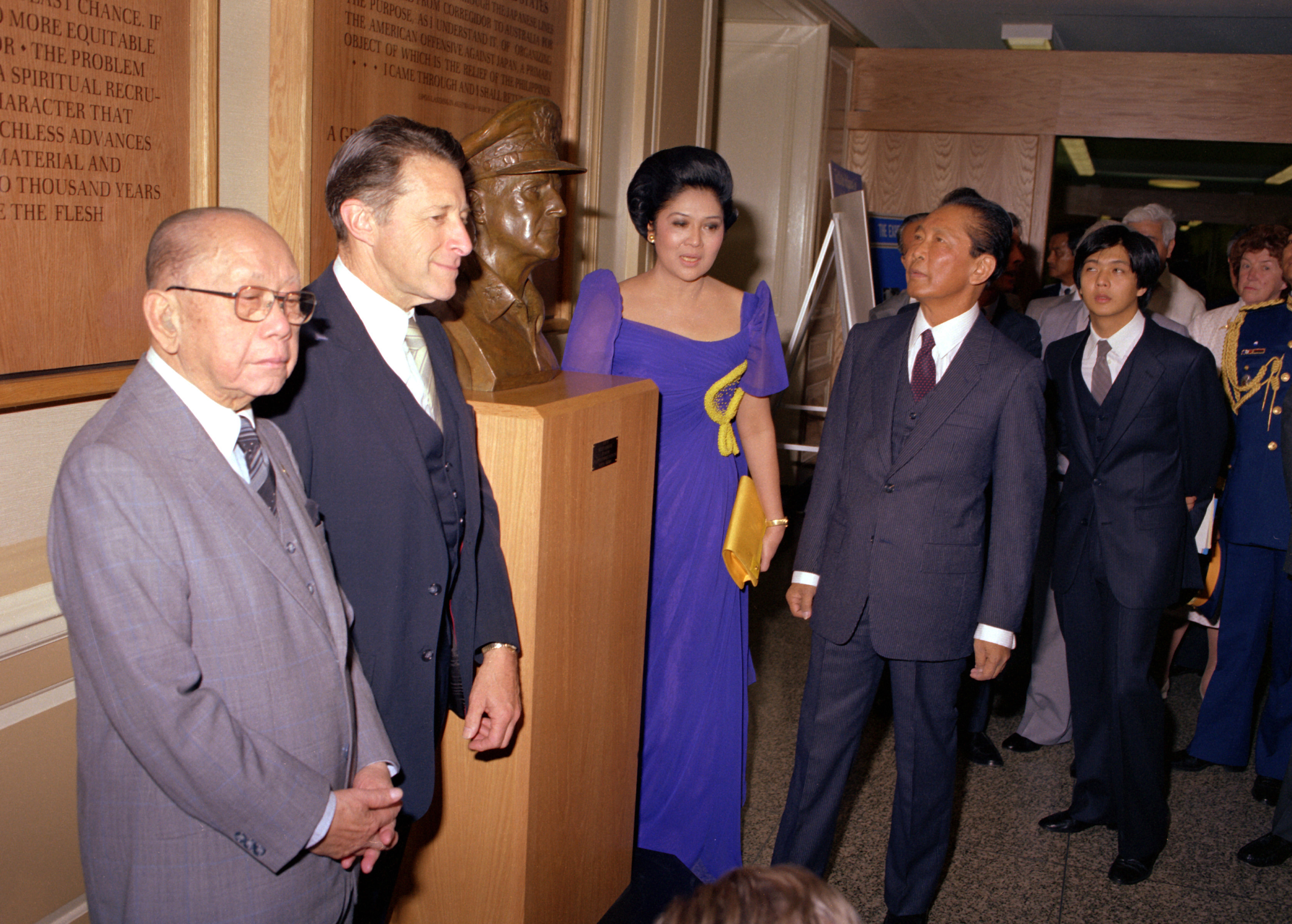
1982年にマルコス一家がペンタゴンを訪れた際の写真。

1957年、マニラ首都圏マニラ市でフェルディナンド・マルコス（シニア）とイメルダ・マルコスの長男（第二子）として生まれる。1970年、イギリスに送られ、ウェスト・サセックスのワース・スクールに入学した。その後、オックスフォード大学のセント・エドモンド・ホールに入学。ここで哲学・政治学・経済学コース（PPE）を学び、学士号を取得したと言われていたが、実際は虚偽で、非卒業者に渡される「特別卒業証書」を取得していた。その後、アメリカ合衆国フィラデルフィアのペンシルベニア大学ウォートン・スクール経営学修士課程に進学するも修了しないままフィリピンに戻った。
1980年、当時フィリピンを統治していた新社会運動の下、無投票で北イロコス州副知事に就任した。その後、1983年に州知事に就任した。1986年のエドゥサ革命により、父・シニア政権は打倒され、一家は米軍によりアメリカ合衆国ハワイ州に連れだされ、結果亡命移住生活をした。
シニアが1989年にハワイ州で死去した後、コラソン・アキノ大統領はマルコス家の帰国を許可し、一家はフィリピンに戻った。権力基盤の再構築を開始し、1992年から1995年には北イロコス州第2区地区選出の下院議員を務め、1998年には再び北イロコス州知事に正当な選挙による当選で就任した。
2010年に上院議員に当選したが、2015年8月26日のテレビ番組内で、大統領選挙への出馬を示唆し、その後2016年フィリピン大統領選挙において副大統領候補として出馬し、エドゥサ革命のことを隠して、漫画を使った自伝で選挙戦を展開したが、対立候補のレニー・ロブレドに敗北した。
2021年10月5日、自身のフェイスブック上で2022年フィリピン大統領選挙に出馬することを表明した。その後、11月13日には現職ロドリゴ・ドゥテルテ大統領の娘でダバオ市長のサラ・ドゥテルテが、大統領選挙への立候補を取りやめ、副大統領選挙に立候補し、マルコスと連携することを発表した。
2022年5月9日のフィリピン大統領選挙において、相手候補のレニー・ロブレドに開票途中で2倍以上の差をつけて圧勝した。6月30日大統領に就任すると、11月21日に訪比したアメリカ副大統領のカマラ・ハリスと会談。ハリスはこの会談で「南シナ海に関する国際ルールと規範を守るため、われわれはフィリピンと共にある。南シナ海でフィリピンの軍隊、艦船、航空機が武力攻撃を受けた場合、米国の相互防衛の約束が発動される」と述べた。
2023年2月8日には、日本の岸田文雄首相と両国の経済や安全保障の関係強化についての会談を行うために訪日。両国で注目が高まっていたルフィ広域強盗事件の容疑者について、言及はなかった。
2022-23年にかけて副大統領室や教育省の機密費が膨れ上がったことが批判され、マルコスが副大統領の機密費を削減したことをきっかけに、2024年に入ってマルコス家とドゥテルテ家の蜜月期は終わりを迎え、関係が急速に悪化。6月19日にサラが兼任する教育大臣と『共産主義勢力との武力衝突を終わらせる国家タスクフォース』(NTF-ELCAC)の共同議長を辞任して閣外に出たことで両家の政治的な対立は決定的となり、サラは11月23日未明に記者会見で自分が暗殺された場合はマルコス夫妻とマルコスのいとこで側近のマーティン・ロムアルデス下院議長を、自ら雇ったヒットマンに殺害させると表明し大きな波紋を広げた。マルコスは11月25日、この脅迫を軽視するつもりはないと表明し、警察は捜査を開始。警察当局は11月27日にサラらを暴行や公務執行妨害などの容疑で検察に告発した。一方でマルコスは、サラの弾劾には時間と手間がかかることを理由に、時間の無駄だと否定的な考えを示したものの、12月2日には市民団体や元政府高官らで作る市民グループがサラに対し、適正が欠けていることを理由に副大統領弾劾訴追の申し立てを行っている。2025年2月5日に下院でサラに対する弾劾訴追案が可決されたが、マルコスはサラの弾劾を支持しない立場を取っている。